# Nvision
NVISION — отдельное мероприятие, организованное компанией NVIDIA для рекламы обработки визуальной информации среди энтузиастов и журналистов.
Мероприятие в основном посвящено собственным продуктам NVIDIA, но также предполагает проведение шоу, характерных для других типов мероприятий: демосцена, научные конференции, уроки программирования.

## NVISION 08

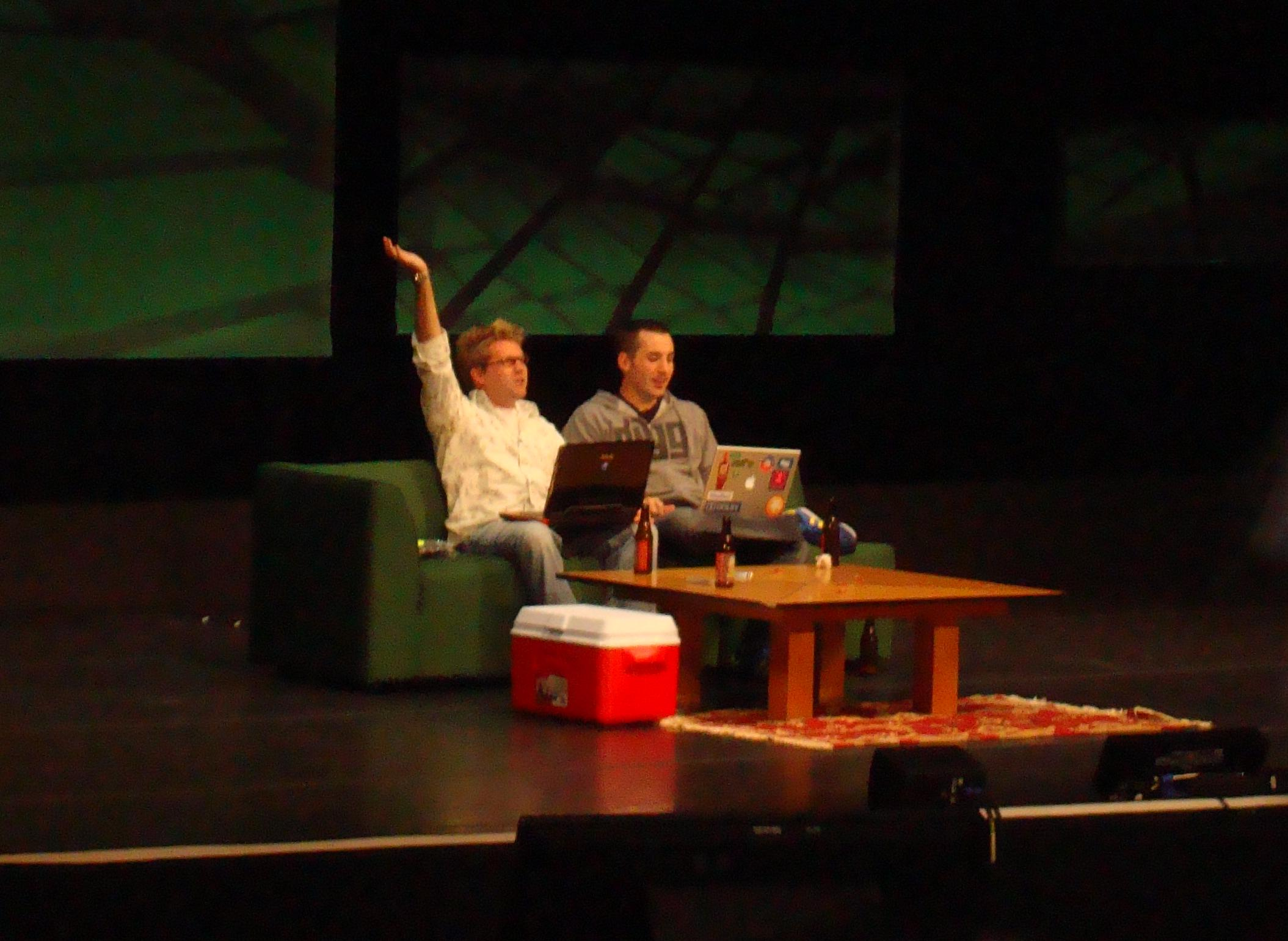
Кевин Роуз и Алекс Альбрехт ведут шоу Diggnation

Первым мероприятием формата NVISION стал NVISION 08, проведенный в Центре для выставочного искусства, расположенном в Сан-Хосе (San Jose Center for the Performing Arts) с 25 августа по 28 августа 2008 в Сан-Хосе (Калифорния).
Адам Севидж и Джейми Хайнеман, более известные как Разрушители легенд, демонстрировали как графический процессор решает специфические задачи быстрее при параллельной обработке, чем когда они выполняются на процессоре общего назначения одновременно с раскрашиванием Моны Лизы при помощи пейнтбольного пистолета.
Представители Книги рекордов Гиннесса присутствовали для официального фиксирования самой продолжительной LAN party, длившейся 36 часов.
Кевин Ги из Microsoft рассказал о некоторых подробностях о том, что планируется включить в следующий DirectX 11.
Кевин Роуз и Алекс Альбрехт из шоу Revision3 вели «живое» шоу Diggnation .
Французская Games Services вела Electronic Sports World Cup 2008.

## Дополнительные источники
- Официальный сайт NVISION 08
- The Eyes Have It At Nvidia’s NVISION Event (Channel Web)
- NVISION: Displays, software to change the way we see the 'Net (Ars Technica)
- Nvision 08: Emerging Companies Summit highlights visual start-ups (VentureBeat)
- NVISION 08 — Jen-Hsun Talks Larrabee, Mobility, VIA and More (Anandtech)
- NVIDIA bigs up PhysX and CUDA at NVISION (Hexus)
- NVISION08: будущее — за визуальными вычислениями (3DNews)